# 安德洛玛刻

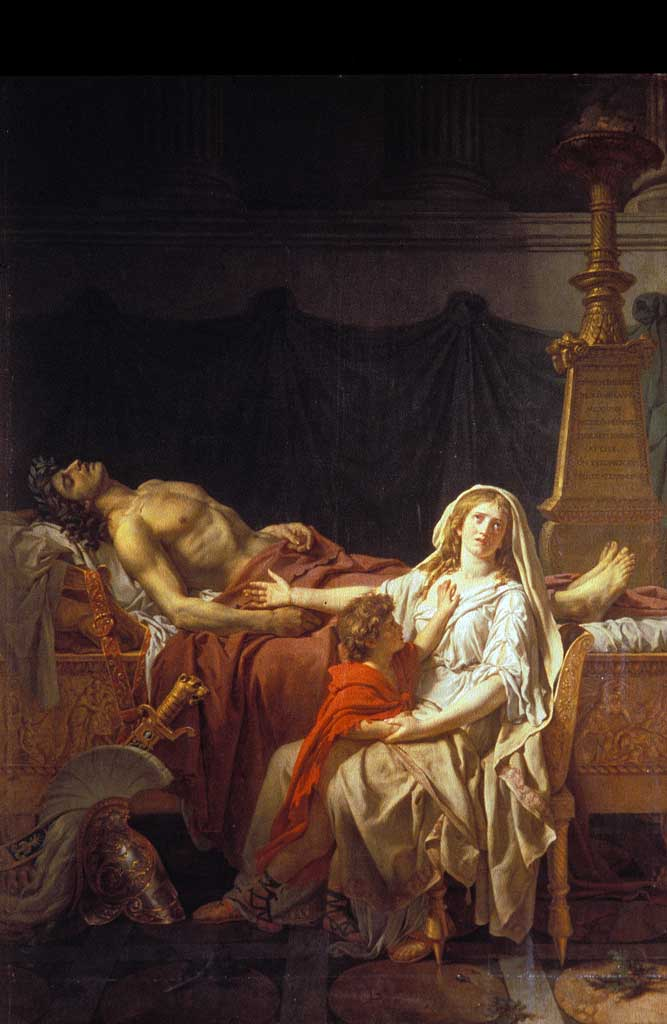
安德洛玛刻悲悼死去的赫克托耳；作者为雅克-路易·大卫

安德洛玛刻（古希腊语：Ἀνδρομάχη，字面意思是“与男人战斗的”）希腊神话中特洛伊英雄赫克托耳的妻子，史诗《伊利亚特》的女主人公。她以对丈夫无比忠贞的爱而闻名。

## 关于安德洛玛刻的神话
安德洛玛刻是忒拜（喀利喀亚的忒拜，而非希腊的忒拜）国王厄厄提翁的女儿。当特洛伊战争爆发时，安德洛玛刻曾劝说赫克托耳不要参加战斗，因为她预感到丈夫将会阵亡。后来赫克托耳果然在战争中被希腊英雄阿喀琉斯杀死。在希腊人采用俄底修斯的木马之计攻陷特洛伊后，城中男性居民遭到屠杀，妇女则沦为奴隶。安德洛玛刻从大火中救出自己尚在襁褓中的儿子阿斯堤阿那克斯，但这孩子马上又被希腊人夺走，并被扔出特洛伊城墙外摔死。杀害阿斯堤阿那克斯的人，或说是俄底修斯，或说是墨涅拉俄斯，或说是阿喀琉斯的儿子涅俄普托勒摩斯。这样，安德洛玛刻就在战争中失去了全部亲属（父亲、丈夫和7个兄弟皆为阿喀琉斯所杀，母亲被阿尔忒弥斯的神箭射死，儿子在城破后被杀）。
战争结束后，作为战利品的安德洛玛刻被涅俄普托勒摩斯占有，成为后者的侍妾。安德洛玛刻随涅俄普托勒摩斯返回希腊，并为其生下三个儿子：摩罗索斯、珀厄罗斯和珀耳伽摩斯。安德洛玛刻曾在生下摩罗索斯后将其抛弃，但这个孩子还是顽强地生存下来。涅俄普托勒摩斯的正室赫耳弥俄涅因为一直不能生育，非常嫉妒安德洛玛刻，百般迫害她。赫耳弥俄涅又企图杀害安德洛玛刻的孩子，由于涅俄普托勒摩斯的祖父珀琉斯的介入而未能得手。
后来涅俄普托勒摩斯在去得尔福求神谕时，被俄瑞斯忒斯（他是与涅俄普托勒摩斯争夺赫耳弥俄涅的情敌）杀死。另一种说法称他是因触怒得尔福的女祭司而被对方刺死。涅俄普托勒摩斯在临死前把安德洛玛刻托付给自己的奴隶、赫克托耳的弟弟赫勒诺斯。赫勒诺斯因为预知到特洛伊的陷落，在战争开始前就投靠到希腊人一边（一说被希腊人俘虏），并预言说希腊人只有得到菲罗克忒忒斯与涅俄普托勒摩斯的帮助才能战胜特洛伊。战争结束后，赫勒诺斯归涅俄普托勒摩斯所有，并深受后者的信任。在涅俄普托勒摩斯死后，赫勒诺斯继承了他在厄皮鲁斯的一部分领地，并娶了安德洛玛刻。赫勒诺斯成为厄皮鲁斯的国王后，带着安德洛玛刻和她的孩子们在那里定居下来。夫妻二人将厄皮鲁斯建设成了“小特洛伊”。安德洛玛刻也为赫勒诺斯生了一个儿子，名字叫刻斯特任诺斯。在罗马神话里，幸存的特洛伊英雄埃涅阿斯（罗马人的始祖）于前往意大利的途中在厄皮鲁斯见到了安德洛玛刻。赫勒诺斯死后，安德洛玛刻又随儿子珀耳伽摩斯返回故乡小亚细亚，在那里安度晚年。珀耳伽摩斯在小亚细亚建起一座新城市，并用自己的名字将城市命名为帕加马。

## 文化影响
苏联神话学者认为安德洛玛刻的故事反映了古代许多民族所共有的风俗：收继婚（寡妇内嫁制），即女性在丈夫死后再嫁给其亡夫的亲属。
安德洛玛刻的故事激发了从古到今许多艺术家的创作灵感，也被用作妇女在战争中遭受苦难的象征。在传说由安德洛玛刻之子珀耳伽摩斯所建的帕加马，古代曾有崇拜她的神庙。欧里庇得斯以她的遭遇为主题写了悲剧《安德洛玛刻》。拉辛、泽诺、波萨特都写过同名悲剧。在18世纪至20世纪，至少有20部歌剧是以安德洛玛刻为主题创作的。

## 资料来源
- 《神话辞典》，（苏联）M·H·鲍特文尼克等，统一书号：2017·304
- 《世界神话辞典》，辽宁人民出版社，ISBN 7-205-00960-X
- 《古希腊罗马神话鉴赏辞典》，吉林出版社，ISBN 7-206-04846-3
- 《古典神话人物词典》，艾德里安·鲁姆著，外语教学与研究出版社，ISBN 978-7-5600-6218-1